# ジョヴァンニ・テデスコ
ジョヴァンニ・テデスコ（Giovanni Tedesco、1972年5月13日 - ）は、イタリア出身の元サッカー選手で指導者。現役時はボランチとしてフィオレンティーナ、ペルージャなどでプレーした。現在はビルキルカラFCの監督を務めている。

## 経歴
1990年、当時セリエBのレッジーナでキャリアをスタートさせた。1993-94シーズン、セリエB落ちしたフィオレンティーナに移籍し、セリエB優勝を果たした。1998-99シーズンからペルージャに移籍、5シーズン半をレギュラーとしてプレー、チームはこの間、一度もセリエB落ちすることが無かった。またこの間の1シーズン半は、中田英寿と中盤を組んでいた。2003年、UEFAインタートトカップのVfLヴォルフスブルクとの第2戦では得点を挙げて優勝を果たした。
2011年にはかつてペルージャに所属していた選手たちを集めて開催された、東日本大震災に関連したチャリティーマッチに中田やラヴァネッリ、ディ・リーヴィオ、ラパイッチらと共に出場した。

## タイトル
フィオレンティーナ
- セリエB : 1993-94

サレルニターナ
- セリエB : 1997-98

ペルージャ
- UEFAインタートトカップ : 2003